# Läskkoncentrat
Läskkoncentrat är ett koncentrat som blandas med kolsyrat vatten till läskedryck.
Läskkoncentrat finns i större förpackningar till restaurangmaskiner, till exempel för Pepsi Cola, Sprite, Fanta och Coca Cola. Ett betydligt större sortiment mindre förpackningar finns till hemläskmaskiner, kolsyremaskiner som Sodastream, Vikingsoda Rhapsody, Aga Aqvia, SodaFresh, SodaMax, WasserMaxx med flera.
Sodastream har satt standard för läskkoncentrat. 1/2 liter skall räcka till 12 liter färdig läsk. Numera har Sodastream frångått denna standard och deras koncentrat räcker till 7 eller 9 liter läsk. Vikingsoda och Aromhuset har doseringen 40 ml till 1 liter färdig läsk. Båda säljer i 500 ml flaskor som räcker till 12,5 liter färdig läsk.
Det finns fabrikat som har lägre koncentration, 1 1/2 dl till 1 liter läsk, störst av dessa fabrikat är Sonjo Aga har också några smaker där man blandar 1 dl till 1 liter läsk. 
Problemen med så hög dosering är den stora mängden socker (oönskad av många konsumenter) samt att kolsyran vill lämna läsken när man häller koncentratet i det kolsyrade vattnet.
Sodastream buteljerar i Israel, Aga i Danmark, Vikingsoda, Aromhuset och Sonjo i Sverige. Vikingsoda har förutom cola, apelsin och citron-lime även hallon och päroncider. Aga har speciella läsk som granatäpple med ginseng, passion med acai med flera. Sodastream kör ett internationellt sortiment med bland annat flera sorters smaksatta coladrycker. Aromhuset har svenska läsk som sockerdricka, grape tonic, fruktsoda och cider förutom klassiker som cola och apelsin.
Både Sodastream, Fun Light och Aromhuset har en serie sockerfria läskkoncentrat. Sodastreams är sötade med en blandning av olika sötningsmedel. Aromhusets är sötade med sukralos, ett sötningsmedel 600 ggr sötare än socker och som smakar som socker. De flesta tillverkarna har också koncentrat fria från sötningsmedel.